# Tapeinochilos recurvatus
Tapeinochilos recurvatus är en enhjärtbladig växtart som beskrevs av Karl Moritz Schumann. Tapeinochilos recurvatus ingår i släktet Tapeinochilos och familjen Costaceae. Inga underarter finns listade.